# Joint Strike Fighter-programma

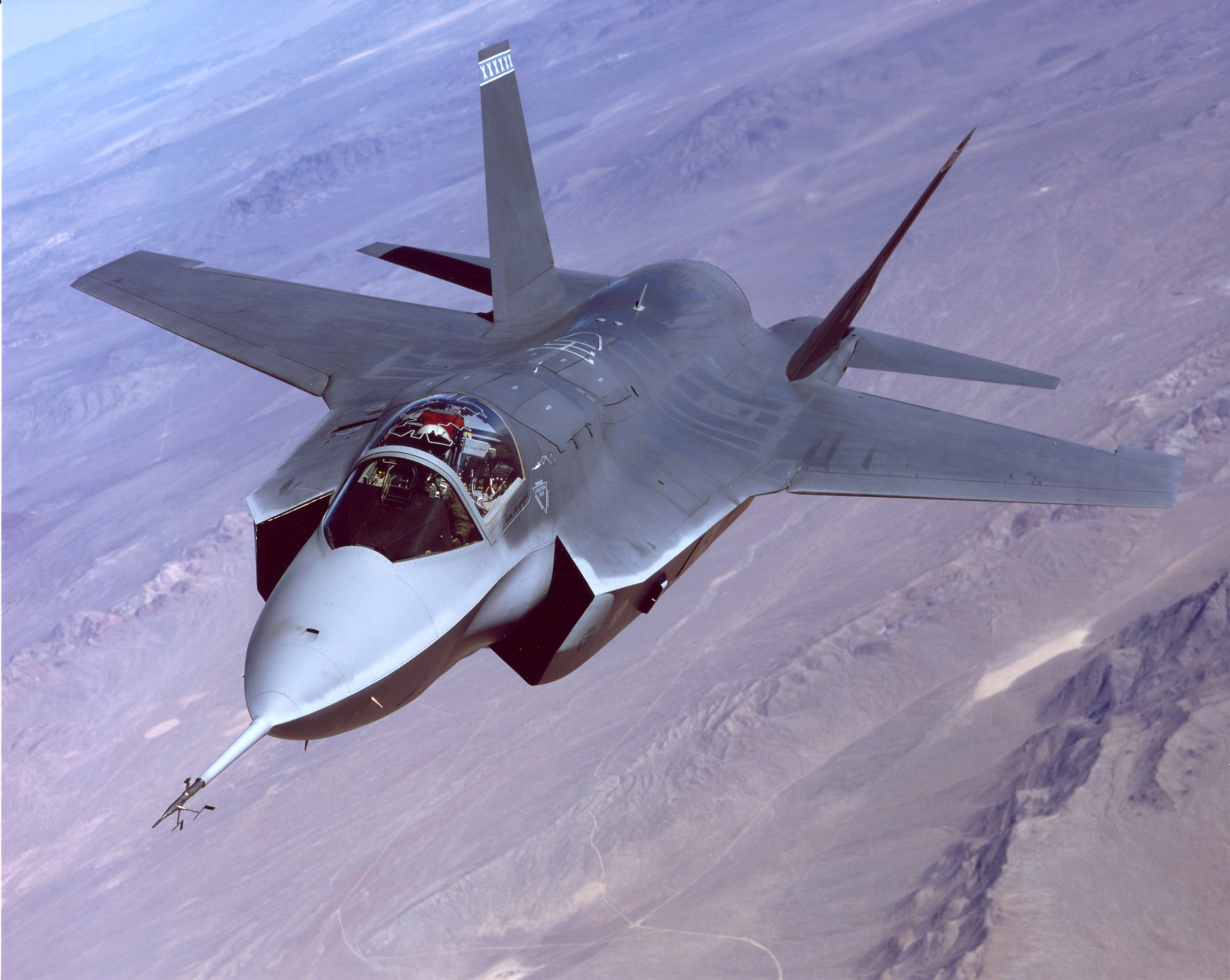
De Joint Strike Fighter X35A (nu F-35 Lightning II)

Het Joint Strike Fighter-programma (JSF-programma) was een programma van het Amerikaanse ministerie van defensie om de F-16 Fighting Falcon en andere in de jaren negentig gangbare tactische gevechtstoestellen te vervangen door een nieuw "volgende-generatie"-gevechtstoestel. De strijd om het contract ging uiteindelijk tussen de Boeing X-32 en de Lockheed Martin X-35, waarbij Lockheed Martin als winnaar uit de bus kwam. Hierna werd voor de X-35 de naam F-35 Lightning II gekozen en werd het JSF-programma het F-35 Lightning II-programma.

## Doelen
De verwachte productie van de JSF werd gesteld op mogelijk 2000 vliegtuigen. Tegelijkertijd moest tegemoet worden gekomen aan de specifieke eisen van de United States Air Force (USAF),United States Navy (USN) en United States Marine Corps (USMC). Later kwamen hier de wensen van de NATO-partnerlanden bij. De F-35 moest de 4e generatie techniek verlaten en zich als 5e generatie stealthfighter/bomber op de kaart zetten; het toestel voor de toekomst.
Voor de Amerikaanse en o.a. de Nederlandse luchtmacht moet de F-35 de F-16 Fighting Falcon vervangen, voor de Amerikaanse marine de F-18, voor het Amerikaanse Korps Mariniers en de Engelse luchtmacht moet hij de Harrier vervangen en voor de Australische luchtmacht zowel de General Dynamics F-111 en de F-18. Verder zal hij mogelijk de Amerikaanse A-10 Thunderbolt II vervangen.

### Versies
De opzet van het programma was één vliegtuig te construeren geschikt voor meerdere missie-typen van specifieke krijgsmachtdelen. Hierbij zou de basis van de verschillende varianten identiek zijn waarmee op ontwikkelings- en fabricagekosten bespaard zou worden. De verschillende typen van de JSF zijn:
- F-35A kan conventioneel opstijgen en landen en is primair bestemd voor de Amerikaanse en NATO-luchtmachten. Ook wel Conventional Take-Off and Landing (CTOL) versie genoemd.
- F-35B kan verticaal van zeer korte startbanen stijgen en landen. Deze moet de Harrier vervangen (in gebruik bij RAF, Royal Navy en USMC). Ook wel Short Take Off/Vertical Landing (STOVL)-versie genoemd.
- F-35C bestemd voor vliegdekoperaties en daartoe voorzien van een iets grotere vleugel en een steviger landingsgestel. Ook wel Carrier Variant (CV) genoemd

## Oorsprong
In de jaren 1980 en 1990 werden verschillende projecten in het leven geroepen door het Defense Advanced Research Projects Agency (DARPA) om onderzoek te verrichten naar de volgende generatie-gevechtsvliegtuigen. De onderzoeken richtten zich specifiek op Advanced Short Takeoff and Vertical Landing (ASTOVL), stealth en het ontwikkelen van opvolgers van vliegtuigen waaronder de A-6 Intruder, F-15 Eagle, General Dynamics F-111 en F-117 Nighthawk. Deze projecten bleken stuk voor stuk te duur.
De verschillende Amerikaanse strijdkrachten, allen gebruikmakend van vliegtuigen, hadden tot dusver los van elkaar opdrachten uitgegeven tot het ontwerpen van hun vliegtuigen. Dit heeft in het verleden geleid tot dubbel werk en verschillende typen. Na het ter ziele gaan van de bovengenoemde projecten gekozen om de in de projecten opgedane kennis te bundelen onder de naam Joint Advanced Strike Technology (JAST), een project met als doel het doorontwikkelen van de technologieën benodigd om een geavanceerde straaljager te bouwen. Het daadwerkelijk ontwikkelen van een vliegtuig behoorde aanvankelijk niet tot de doelstelling. De drie deelnemers aan deze zogenaamde Concept Definition and Design Research-fase waren: Lockheed Martin, Boeing en een consortium bestaande uit McDonnell Douglas, British Aerospace en Northrop Grumman. Dit project werd gestart in 1993.

## Eigenschappen
De F-35 is een van de modernste vliegtuigen die op dit moment ontworpen worden en zal in staat zijn om zwaar verdedigde gebieden binnen te dringen zonder gezien te worden, wapens in te zetten en weer terug te keren. Het toestel is in staat om zowel de modernste lucht-grondbewapening mee te nemen zoals Small Diameter Bombs en JDAM. Bovendien neemt het de modernste lucht-luchtbewapening mee, zoals AIM-120 AMRAAM en de AIM-9X. Doordat deze wapens in het toestel worden opgeborgen worden de stealtheigenschappen niet aangetast.

### Radar
De JSF is uitgerust met de geavanceerde AN/APG-81-radar.

### Logistiek
Twee derden van de totale kosten van een gevechtsvliegtuig zijn de onderhouds- en logistieke kosten. De JSF heeft een geavanceerd systeem dat zelfstandig in staat is om reserveonderdelen te bestellen, onderhoud te plannen en toestellen te monitoren op hun status.

### Systeemintegratie
De multifunctionele missiecomputer koppelt alle sensoren, zoals CCTV, IR en radar, aan elkaar om een gecombineerde inschatting te maken van de dreiging en deze te presenteren aan de piloot. Hierdoor is de piloot op de hoogte van de actuele dreiging en weet hij bovendien of de vijand hem kan zien. Dit systeem is uniek in de wijze waarop het sensoren koppelt en presenteert aan de piloot.

## Demonstratiemodellen

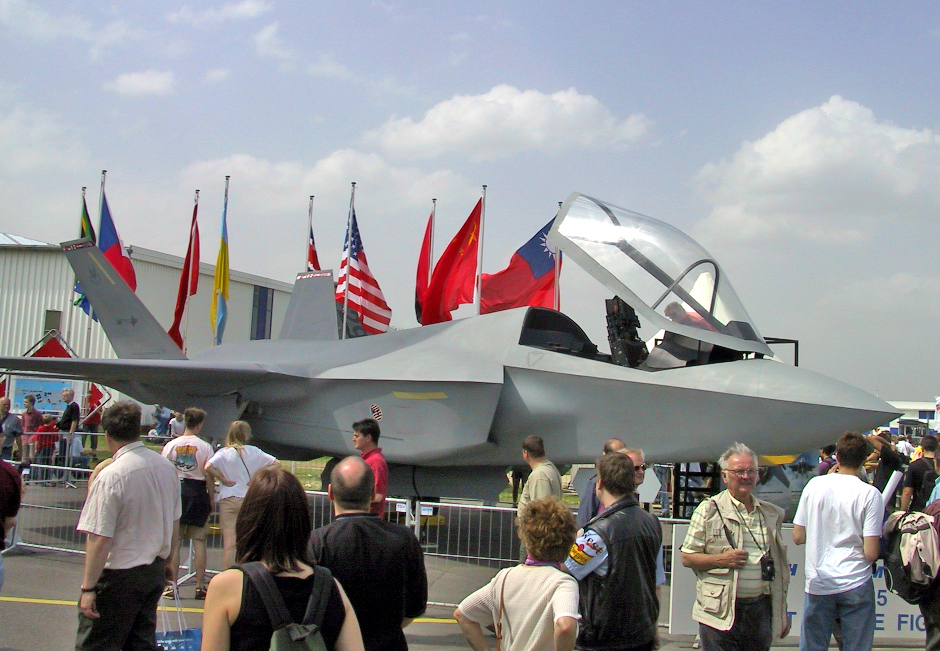
Model van de Joint Strike Fighter op de Berlin Air Show, 2002

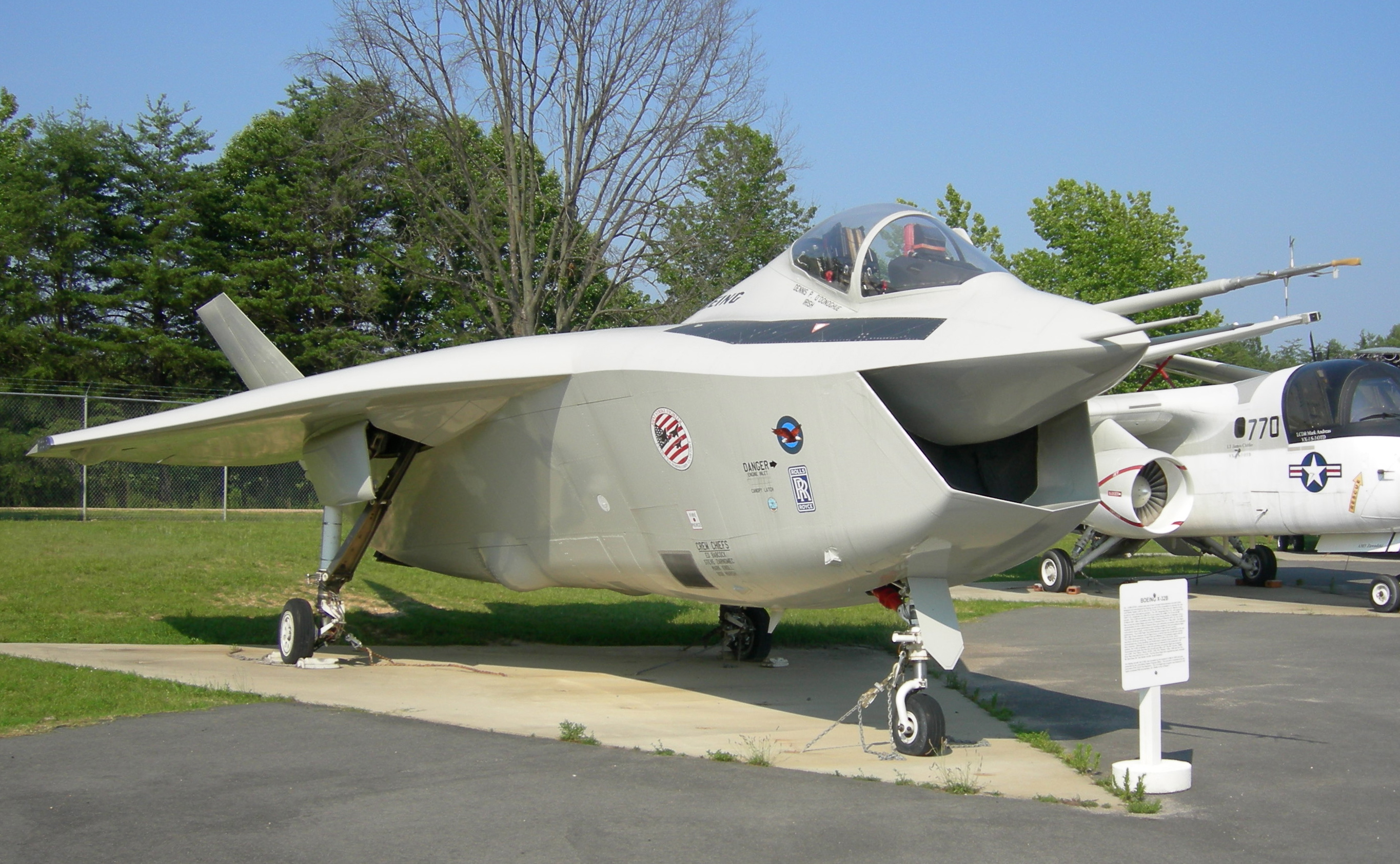
De Boeing X-32B, nu in het Patuxent River Naval Air Museum

In 1997 volgden twee opdrachten voor demonstratiemodellen te bouwen, een voor Lockheed Martin en een voor Boeing. Voor deze zogenaamde Concept Definition Phase werd het project hernoemd naar Joint Strike Fighter program. In 2001 kondigde het Amerikaanse ministerie van defensie de start van de System Development and Demonstration-fase aan, en daarbij de selectie van de X-35. Een contract van bijna $19 miljard. Daarbovenop kwam $4 miljard voor Pratt & Whitney om de F-35-motor te ontwikkelen.
De primaire reden van de keuze voor de X-35 was het ontwerp van de STOVL-versie die vanaf een korte landingsbaan kan opstijgen en verticaal kan landen. Waar de X-32 gebruik maakte van een systeem waarbij de lucht direct vanuit de turbine naar aparte uitlaten geleid wordt, maakte de X-35 gebruik van een secundaire turbine aangedreven door de hoofdmotor. Deze heeft een grote capaciteitsmarge en laat dus een groter totaalgewicht van het vliegtuig toe. Hoewel met name de neusinlaat van de X-32 lelijk werd gevonden, heeft dit geen rol gespeeld bij de keuze voor de X-35. Wel leverde dit Boeings prototype een aantal bijnamen op, waaronder "Monica" (naar Monica Lewinsky) en Sailor Inhaler.

## Financiering
| Deelnameniveau                     | Land                | Inschrijfdatum  | Bijdrage     |
| ---------------------------------- | ------------------- | --------------- | ------------ |
| Level 1                            | Verenigd Koninkrijk | 17 januari 2001 | $2 miljard   |
| Level 2                            | Italië              | 24 juni 2002    | $1 miljard   |
| Level 2                            | Nederland           | 17 juni 2002    | $1 miljard   |
| Level 3                            | Turkije             | 11 juni 2002    | $175 miljoen |
| Level 3                            | Canada              | 7 februari 2002 | $150 miljoen |
| Level 3                            | Australië           | 31 oktober 2002 | $150 miljoen |
| Level 3                            | Denemarken          | 28 mei 2002     | $125 miljoen |
| Level 3                            | Noorwegen           | 20 juni 2002    | $125 miljoen |
| Security Cooperation Participation | Israël              |                 |              |
| Security Cooperation Participation | Singapore           |                 |              |

De ontwikkelingskosten van het JSF-project waren in eerste instantie geraamd op ongeveer $24 miljard, betaald door de Verenigde Staten en partnerlanden. Er zijn verschillende niveaus van partnerschap in het project, gekenmerkt door een minimumbijdrage en verschillende bevoegdheden.
Bij de aanbesteding werden maximaal één level 1-partnerland en maximaal twee level 2-partnerlanden toegestaan. Deze moesten een bijdrage leveren van respectievelijk ongeveer 10% en 5% van de ontwikkelingskosten. Landen met een level 3-partnerschap moesten minimaal 1% van de kosten bijdragen; over het aantal level 3-landen was nog overleg mogelijk. De inschrijving op de partnerschappen eindigde in juli 2002. Ook was er de mogelijkheid deel te nemen als Security Cooperation Participant (zonder inspraak in de ontwikkeling). In de tabel staan behalve de VS de landen die deelnemen aan het JSF-project.
Inmiddels waren de ontwikkelingskosten gestegen tot $44,8 miljard. Het Amerikaanse Government Accountability Office concludeerde in 2006 dat het project 2 jaar achter op schema lag en 30% duurder was dan geraamd. Voor Nederland waren de kostenstijgingen alleen van invloed op de aankoopprijs. De bijdrage aan de ontwikkeling lag vast op de afgesproken $800 miljoen. Later kwam daar nog eens $200 miljoen bij. Door Nederland werd in 1999 geschat dat de totale kosten van het JSF-project ten minste 10 miljard gulden (€4,5 miljard) zouden zijn. De kostprijs van de F-35A-variant was echter gestegen van de initieel geschatte $45 miljoen naar meer dan $60 miljoen. Het geraamde bedrag benodigd voor aanschaf van de toestellen werd bijgesteld naar €5,5 miljard. Samen met de op €9,1 miljard geraamde exploitatiekosten voor 30 jaar bracht dit het totaal aan levensduurkosten op €14,6 miljard voor 85 toestellen. De Algemene Rekenkamer zei in 2006 niet te kunnen inschatten of de bedragen nog verder zouden stijgen en in mei 2008 gaf de rekenkamer aan dat de omzet van $8 miljard voor de Nederlandse wapenindustrie (in 2002 geraamd) niet gehaald kon worden. Ondanks de hoge kosten en het negatieve commentaar heeft echter geen enkel land van het programma afgehaakt.

## Nederlandse deelname
De Nederlandse F-16 werd vanaf 1979 geleverd. De huidige Nederlandse F-16's zijn in gebruik sinds 1979. Met een geplande levensduur van 20 jaar zouden ze oorspronkelijk al rond de eeuwwisseling vervangen moeten worden. Vanwege de uitvoering van het Mid Life Update (MLU) project, dat in 1998 werd gestart werd de operationele levensduur met 10 jaar verlengd.
Voor de toekomstige vervanging van de F-16 werden in eerste instantie 6 vliegtuigtypen overwogen:
- Joint Strike Fighter,
- F/A-18E/F Super Hornet. Viel af omdat het te groot is voor de Nederlandse vliegtuighangar en omdat het met 2 motoren te duur in onderhoud zou zijn.
- Eurofighter Typhoon. Het producerende EADS trok zich terug nadat extra informatie werd gevraagd en door de militaire top aanvullende eisen werden gesteld waaraan het toestel diende te voldoen.
- Dassault Rafale. De producent Dassault haakte af nadat bekend werd dat de Rafale met 2 motoren voor Nederland te duur zou zijn.
- Saab JAS39 Gripen. Aanvankelijk (financieel) een redelijk alternatief maar niet voldoende competitief met de JSF.
- Advanced F-16 (F-16 Block 60). Een toestel dat slechts op de tekentafel bestond. Was echter ook niet competitief met de JSF.

De kandidaten werden in 2001 door het Ministerie van Defensie in overleg met TNO, NLR en NIVR op meer dan 700 punten met elkaar vergeleken, waarna de JSF als beste optie bij de gehanteerde eisen werd aangewezen.
In 2001 koos de Nederlandse staat de F35A in principe als vervanger van de vloot van F-16's, na lange discussie over het al dan niet participeren in de ontwikkeling van de Eurofighter. Deelname aan de ontwikkeling en mogelijke aanschaf van de F-35 leidde tot grote politieke controverse. Omdat betrokken zijn bij het project goedkoper zou zijn dan het toestel van de plank kopen werd besloten als level 2-partner aan het project deel te nemen.
In 2008 werd een tweede vergelijking gehouden. Ook hieruit kwam de JSF als beste optie bij de gehanteerde eisen naar voren. N.a.v. deze vergelijking besloot men de definitieve beslissing over de aanschaf weer uit te stellen tot 2012. Wel wilde het kabinet een testtoestel aanschaffen.

### Aanschaf toestellen
In 2008 werd door Nederland een Memorandum van overeenstemming ondertekend, waarin de aanschaf van 2 testtoestellen was opgenomen. In 2009 werd bekend dat de RAF overging tot aanschaf van testvliegtuigen. In 2009 werd in tegenstelling tot het regeerakkoord besloten de definitieve beslissing over de aanschaf opnieuw uit te stellen tot 2013 omdat de regeringspartij PvdA niet durfde te beslissen. Pas in de defensiebegroting 2014 (kabinet Rutte II) werd definitief vastgelegd dat de Lockheed-Martin F-35 "Lightning II" als jachtvliegtuig voor de Nederlandse krijgsmacht werd aangekocht en o.g.v. de planning worden vanaf 2019 37 stuks ingevoerd onder gelijktijdige uit dienst stelling van de F-16's.

## Belgische discussie
In 2000 werd ook in België gediscussieerd over een mogelijke deelname, zo vertrokken vijf federale parlementairen (4 kamerleden, 1 senator), 3 federale kabinetsmedewerkers (Defensie en Eerste Minister), 3 gewestelijke kabinetsmedewerkers, 1 begeleider van de VS-ambassade in Brussel en 1 vertegenwoordiger uit het Groothertogdom Luxemburg naar Washington D.C.. Gezien de grootte van de investering en de resultaten in de toekomst werd meteen van deelname afgezien. Toenmalig minister van defensie André Flahaut uitte daarna zijn voorkeur voor een Europese straaljager.

## Kritiek

### Nut en noodzaak
In de loop der tijd ontketende het F-35-project diverse discussie binnen en buiten de VS. Men twijfelde of de F-35 geschikt zou zijn om de A-10 te vervangen maar vervanging van de andere typen leek niet discutabel te zijn. In Nederland werd door de PvdA, GroenLinks en de SP gesteld dat de F-16's tot 2040 niet vervangen hoefden te worden. Defensie sprak dit tegen op de punten dat F-16's veel meer vlieguren maakten dan oorspronkelijk voorzien. Hierdoor versleten ze sneller en was de grens aan een opwaardering bereikt. Hierbij wordt voorbijgegaan aan het feit dat de F-16 wel vliegbaar blijft, maar alle effectiviteit bij gewapende inzet verliest.

#### JSF versus drone
Sinds de start van het JSF project in 1993 is een verschuiving ingetreden van bemande naar onbemande vliegtuigen voor militaire doeleinden. Op de Holloman Air Force Base in Nieuw-Mexico worden drone operators opgeleid. Hun aantal overtreft sinds 2011 het aantal conventionele piloten dat de luchtmacht van de VS opleidt. Het Center for Peace and Security Studies aan de Georgetown University stelt dat UAVs kosteneffectiever zijn.

### Kosten

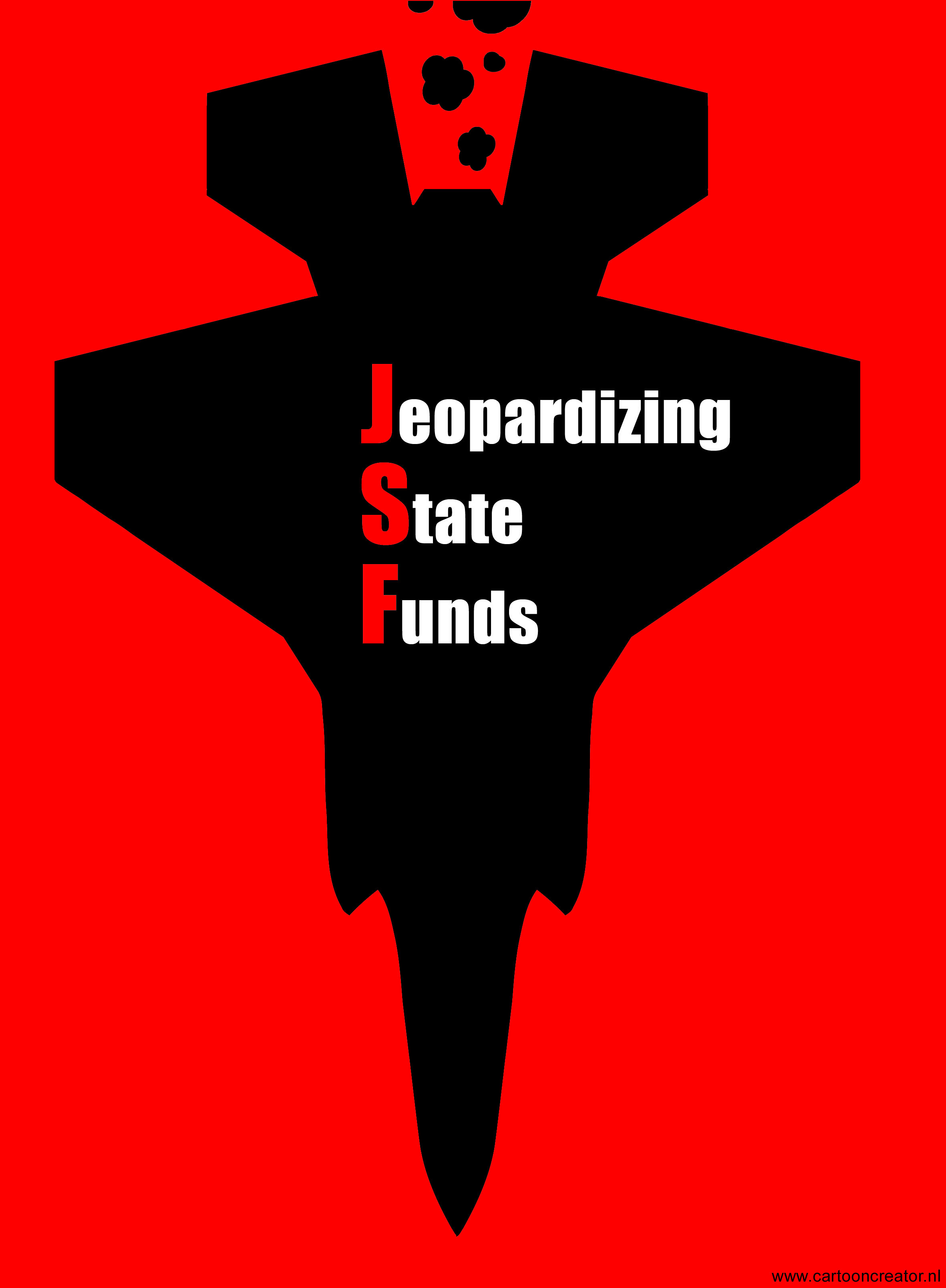
Protest tegen JSF

Verder is er veel kritiek op de kosten en de daarmee gepaard gaande vertragingen in internationaal verband. Zo zal de SDD-fase niet in 2011 maar pas in 2015 afgerond worden en is het initiële budget al met 45% overschreden. De Nederlandse Algemene Rekenkamer stelt dat de kostprijs van de F-35 niet is aan te geven wegens de beperkte toegang tot Amerikaanse informatie waardoor Nederland onbekende risico's loopt.
Op 2 maart 2010 maakte Michael Donley, de Amerikaanse onderminister van Defensie destijds, bekend dat de kosten hoogstwaarschijnlijk zullen toenemen en dat de JSF pas in 2015 zou worden opgeleverd.
De defensiecommissie van de Amerikaanse Senaat vraagt zich in een op 6 juni 2012 gepubliceerd verslag af of het toestel nog wel voor een 'betaalbare' prijs geleverd kan worden. De prijs per toestel is nu berekend op 61,5 miljoen euro, blijkt uit een brief van minister van Defensie Hans Hillen aan de Tweede Kamer. Toen de onderhandelingen startten in 2000 werd nog gerekend met 35 miljoen euro per toestel.

### Restricties aan levering technologie
De Amerikaanse overheid is bang dat geavanceerde stealthtechnologieën in verkeerde handen vallen en heeft besloten voor de exportversie minder geavanceerde stealthtechnologieën toe te passen.

### Compensatiebestellingen
De kritiek op het te kleine aantal orders dat de Nederlandse defensie-industrie zou ontvangen is verdwenen. De industrie, verenigd in het NIFARP gaf eerder al aan tevreden te zijn met de orders die tot nu toe geplaatst zijn. Zo heeft Stork in 2009 nog een order ter waarde van minimaal 200 miljoen dollar gekregen. Medio 2014 bleek het totaalbedrag van het aantal compensatieorders zelfs het oorspronkelijk geschatte bedrag te overstijgen.
De stand van zaken per eind 2016 is als volgt. Fokker participeert met Lockheed Martin voor bekabeling en behuizing van het remparachutesysteem en met Northrop Grumman voor deuren en luiken in de romp; Aeronamic participeert met Honeywell voor een deel van de energievoorzieningssystemen; Thales participeert met Northrop Grumman voor delen van het radarsysteem en PM Aerotec met Moog voor aanvullend werk aan mechanische componenten. Alles bijeen is dit meer dan €1 miljard omzet. Te weten € 5 miljard aan raamcontracten; € 8-10 miljard aan productiecontracten; € 15-20 miljard aan onderhoudscontracten en 4000-5000 banen.
In 2017 kwam er een nieuw onderhouds- en testcontract voor de F-35-motoren. Nederland is het eerste land buiten de VS dat de komst van een proefdraaiopstelling binnenhaalt. De testfaciliteit werd in 2019 operationeel en bestaat uit een onderhoudswerkplaats en een aparte proefdraaiopstelling bij het Logistiek Centrum Woensdrecht. Defensie en motorfabrikant Pratt & Whitney hebben de bouw van de infrastructuur en de levering van de benodigde apparatuur inmiddels contractueel vastgelegd in het Amerikaanse East Hartford (Connecticut).

### Milieutechnische aspecten: geluid
Uit eerder onderzoek van de Amerikaanse luchtmacht zou blijken dat de F-35 tijdens het opstijgen twee keer zo veel geluid maakte als een F-15, met pieken tot boven 130 decibel(A). Bij het landen zou vier keer zoveel geluid als de F-15 te worden geproduceerd. Ook in Florida en Vermont waren protesten tegen het geluid van de JSF, hoewel de inwoners van het gebied gewend waren aan het geluid van vliegverkeer. Een nieuw Amerikaans rapport bevestigde de gevreesde extra geluidsoverlast en ging uit van een 4× grotere geluidsoverlast dan de huidige F-16.
Recent Nederlands onderzoek door het NLR toonde echter aan dat bij typische vliegprofielen het geluid dat de JSF produceert nagenoeg gelijk is aan de Saab Gripen. In dit onderzoeksrapport van het NLR is het maximaal toegenomen verschil in geluidsniveau van de JSF ten opzichte van de F-16 5 decibel, oftewel maximaal 3× sterker geluidsniveau. Het Nederlandse Ministerie van Defensie verwacht in het oefenprogramma minder starts en landingen met de JSF omdat het toestel een grotere actieradius heeft dan de F-16. Los daarvan hanteert Defensie een maximum aan geluidsbelasting dat geproduceerd mag worden ongeacht het type toestel. Als deze norm toch overschreden wordt is het mogelijk om geluid te "exporteren" naar het buitenland. De Commandant Vliegbasis Leeuwarden gaf al aan dat dit een reële optie is waarbij eventueel 15% van de vluchten in het buitenland zal gebeuren.
Onder de bevolking ontstond niet alleen onrust over de komst van de JSF in verband met het geluidsniveau. Eventuele sloop van woningen in de omgeving van vliegbases werd ook geopperd door staatssecretaris Jack de Vries. Ook vreesde men verlies van werkgelegenheid bij eventuele sluiting van de Vliegbasis Leeuwarden. Die biedt werkgelegenheid aan 1200 mensen van wie ongeveer 1000 in de regio wonen en is daarmee een belangrijke regionale werkgever.
In maart 2010 voerde het Rijksinstituut voor Volksgezondheid en Milieu (RIVM) een second opinion uit naar het geluid van de Joint Strike Fighter. Dit onderzoek leverde geen andere resultaten op.
Op 23 mei 2016 werden twee nieuwe F-35-jachtvliegtuigen van de luchtmacht voor het eerst vanuit de Verenigde Staten naar Nederland overgevlogen. Zij voerden een aantal belevingsvluchten uit in de omgeving van Leeuwarden en Volkel en waren te zien op de luchtmachtdagen op 10 en 11 juni. Vanaf Volkel en Leeuwarden vloog de F-35 samen met een F-16 een start met naverbrander. Ook werden alle normaal bij start en landing te volgen vliegbewegingen uitgevoerd. Dit op uitdrukkelijk verzoek van de omwonenden van de vliegbasis. De F-35’s vlogen boven beide bases 7 soorten passages in de middag en dezelfde 7 in de avond. In totaal werd 28 keer gevlogen waarbij het Nederlands Lucht- en Ruimtevaartcentrum (NLR) tijdens de vluchten een belevingsonderzoek (enquête) en geluidsmetingen uitvoerde. Er was veel animo voor deelname aan de enquête en de enquêtedeelnemers waren goed verdeeld over de omgeving. Dat de omwonenden slechts kleine verschillen merkten, werd ondersteund door geluidsmetingen in 9 omliggende woonkernen. Het ging hierbij om een maximaal verschil van rond de 3 decibel.

### Vertrouwelijke gegevens gekopieerd
Anonieme Amerikaanse regeringsfunctionarissen hadden bekendgemaakt dat computerspionnen grote hoeveelheden vertrouwelijke gegevens over de Joint Strike Fighter hebben buitgemaakt. De inbraken in slecht beveiligde computersystemen van bedrijven die te maken hebben met het duurste defensieproject van het Pentagon ooit vonden in 2007 plaats. Later bleek dit te gaan om de financiële personeelsgegevens van medewerkers aan het JSF-project.
De Algemene Rekenkamer concludeerde hieruit dat Defensie niet goed heeft nagedacht over de beveiliging van nationale gegevens en dat Nederland afhankelijk zou worden van Lockheed Martin en de Amerikaanse overheid.

### Debat in Tweede Kamer
Op 5 juli 2012 vond een debat in de Tweede Kamer plaats over de voortgang van het JSF-programma waarbij moties werden ingediend om een parlementaire enquête over het project te starten en om helemaal uit het testprogramma te stappen. Beide moties haalden geen meerderheid van stemmen

### Onzekerheid over inzetbaarheid
De Algemene Rekenkamer vroeg zich in 2013 af of de plannen die op Prinsjesdag werden gepresenteerd haalbaar waren. Het Ministerie van Defensie meldde dat 37 JSF's aangekocht zullen worden waarvan altijd 4 toestellen beschikbaar voor internationale missies en 2 t.b.v bewaking van het BENELUX luchtruim. De overige toestellen zouden worden gebruikt voor training. Volgens de Algemene Rekenkamer was dit niet stellig te zeggen, omdat het niet zeker is of de uitgaven ieder jaar binnen het budget (270 miljoen euro per jaar) zullen blijven. Deze financiële onzekerheid geldt niet alleen voor de JSF's, maar voor budget van de strijdmacht als geheel. Het JSF-programma kampt al langer met budgetoverschrijdingen en tegenslagen, zoals problemen met de radar-absorberende verf en de geavanceerde helm die de piloot moet dragen. De oppositie was erg kritisch naar aanleiding van dit rapport.
In 2013 kwamen ook problemen aan het licht; er werd een scheurtje in een turbineblad en in een ander onderdeel van het aandrijvingssysteem ontdekt. Het Amerikaanse ministerie van Defensie schortte alle testvluchten met de JSF tijdelijk op als voorzorg. Onderzoek wees later uit dat de problemen niet veroorzaakt werden door metaalmoeheid maar door inferieure kwaliteit van enkele onderdelen.

## Actuele stand van zaken
In mei 2017 werd gestart met de eerste Europese F-35 productielijn. De assemblage vindt plaats bij Leonardo’s Aircraft Division te Cameri, Italië. Alle toekomstige Italiaanse en Nederlandse F-35’s zullen hier worden geproduceerd. Cameri wordt daarna het F-35-servicecentrum voor Europa.